# El Gran Carlemany
El Gran Carlemany (en français : « le grand Charlemagne ») est l'hymne national de la principauté d'Andorre.
Les paroles sont de Juan Benlloch y Vivó, coprince épiscopal, et la musique a été composée par Marfany Bons. L'hymne est adopté en 1921.

## Histoire
La chanson rappelle la légende selon laquelle l'Andorre aurait été créée par Charlemagne. Selon celle-ci, Charlemagne conquiert la région alors aux mains des maures entre 788 et 790, guidé avec son armée par le peuple catalan à travers les vallées escarpées de la région. Charlemagne, en redevance, concède l'indépendance à l'Andorre. La région faisait partie de la marche hispanique, une zone tampon créée par Charlemagne pour protéger son empire des maures. Selon le mythe national andorran, Charlemagne se charge alors de restructurer le pays et d'y introduire le catholicisme. Pour toutes ces actions, il est considéré comme le fondateur de l'Andorre, d'où les premiers mots de l'hymne « Le grand Charlemagne, mon père ».

## Paroles
| Catalan | Traduction en français |
| --- | --- |
| El gran Carlemany, mon pare, dels alarbs em deslliurà, I del cel vida em donà, de Meritxell, la gran Mare. Princesa nasquí i Pubilla entre dues nacions, neutral; sols resto l'única filla, de l'imperi Carlemany. Creient i lliure onze segles, creient i lliure vull ser. Siguin els furs mos tutors 𝄆 I mos Prínceps defensors! | Le grand Charlemagne, mon père, nous délivra des Arabes Et du ciel me donna la vie, de Meritxell notre mère. Je suis née princesse, neutre entre deux nations, Je reste la seule fille de l'empereur Charlemagne. Croyante et libre onze siècles, croyante et libre je veux demeurer Que les Fors soient mes tuteurs 𝄆 et mes Princes mes défenseurs ! 𝄇 |